# Zorzines changi
Zorzines changi är en fjärilsart som beskrevs av Inoue 1988. Zorzines changi ingår i släktet Zorzines och familjen nattflyn. Inga underarter finns listade i Catalogue of Life.